# Bureau des Affaires étrangères et du Commonwealth
Pour les articles homonymes, voir FCO et Ministère des Affaires étrangères.
Le bureau des Affaires étrangères et du Commonwealth (en anglais, Foreign and Commonwealth Office, FCO ou  plus communément en anglais et en français Foreign Office, officiellement le Foreign, Commonwealth and Development Office, FCDO) est le département exécutif du gouvernement britannique chargé des affaires étrangères et des relations avec les autres pays membres du Commonwealth, ainsi qu'anciennement de la construction européenne.
Il est dirigé depuis le 5 juillet 2024 par David Lammy, secrétaire d'État aux Affaires étrangères, du Commonwealth et du Développement, fonction plus couramment appelée Foreign Secretary.

## Historique

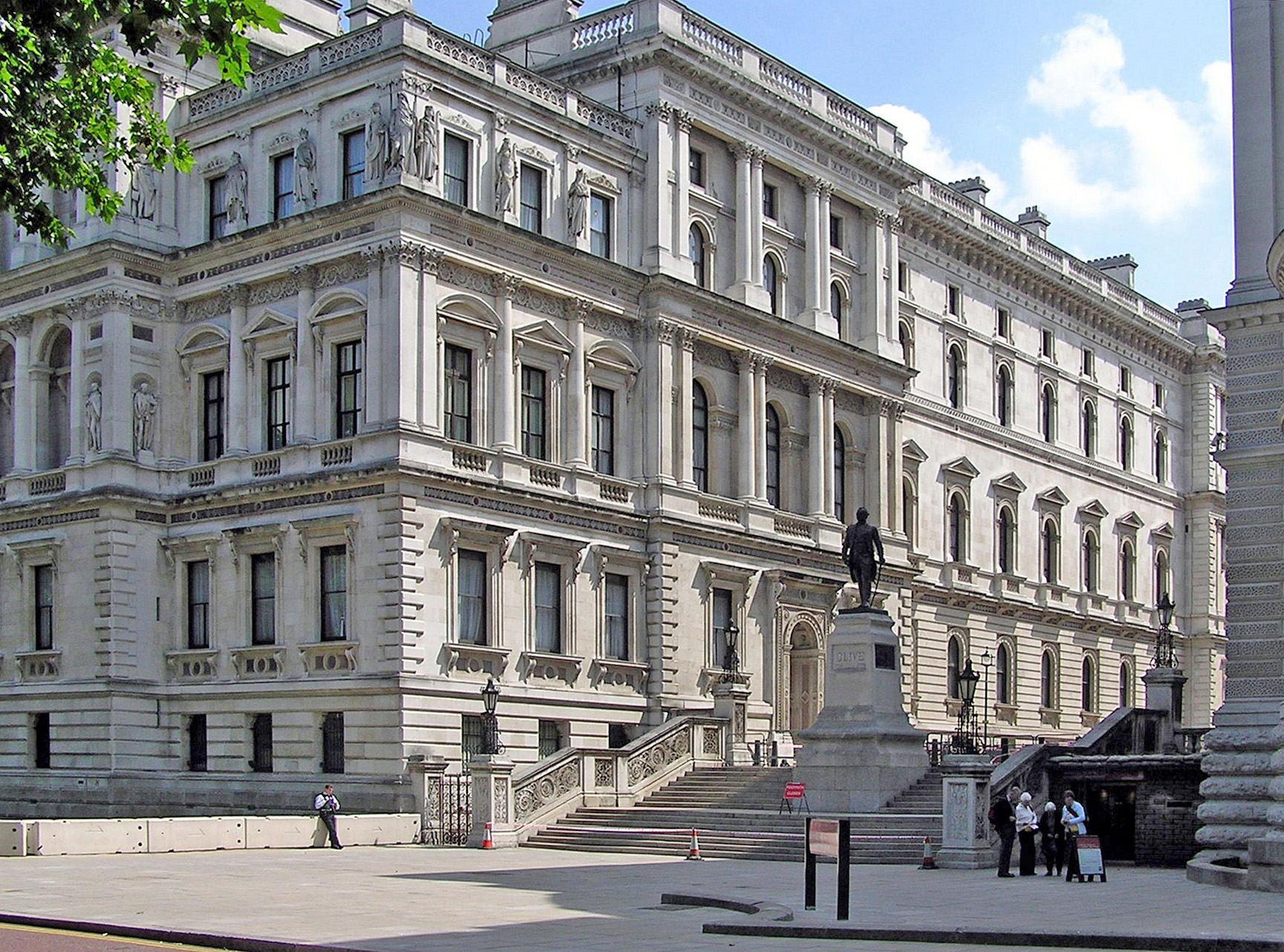
Siège du Foreign and Commonwealth Office à Londres.

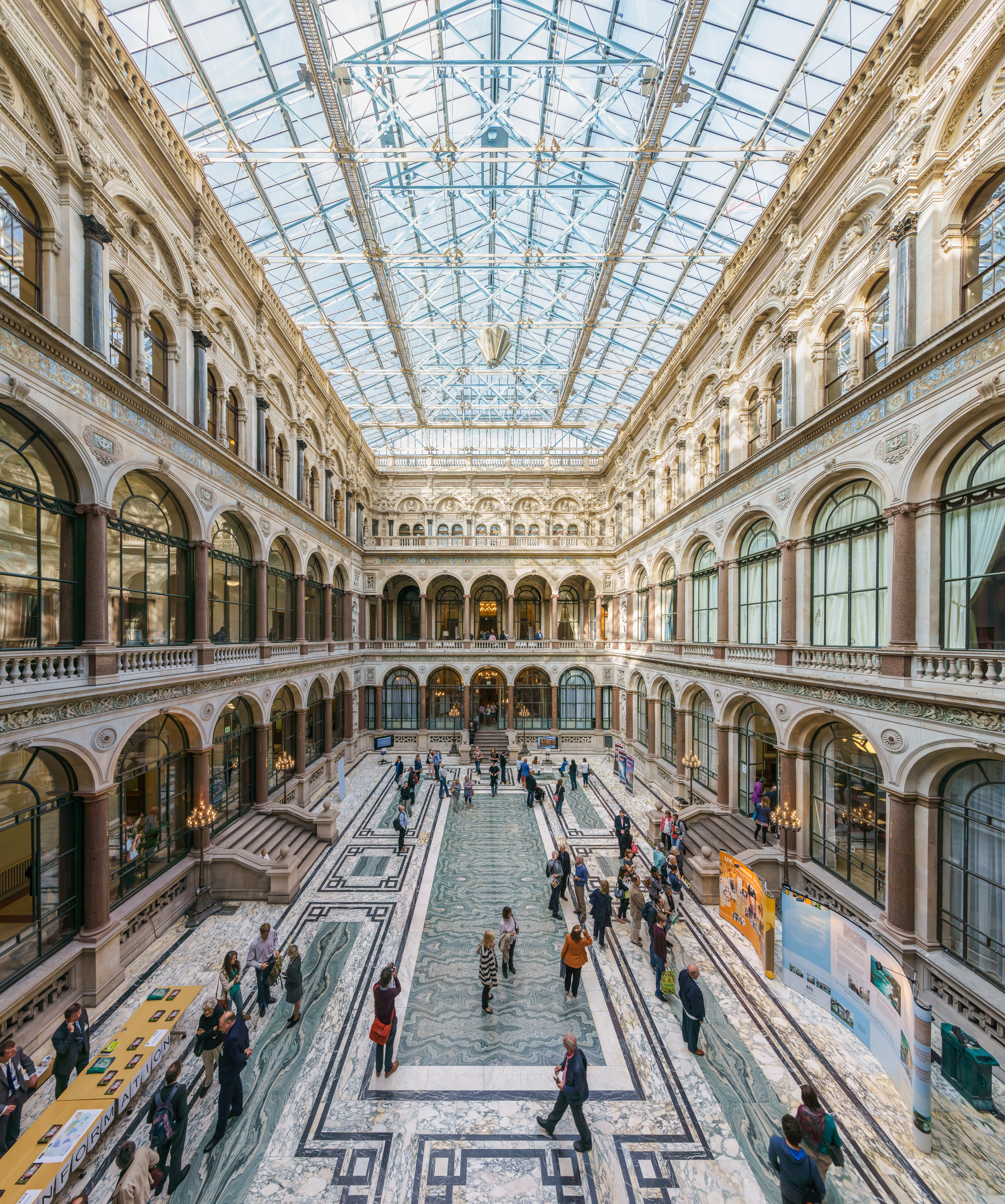
La Durbar Court du Bureau des Affaires étrangères et du Commonwealth en 2014.

Le FCO est issu de la fusion, en 1968, du « Foreign Office » et du « Commonwealth Office ».
Le « Commonwealth Office » avait été créé en 1966, par la fusion du « Commonwealth Relations Office » et du « Colonial Office », alors que le Foreign Office original date de mars 1782 par l'union des bureaux des secrétaires d'État pour les départements du Nord (Angleterre du Nord, Écosse) et du Sud (Angleterre du Sud, Pays de Galles, Irlande), chacun étant alors responsable des affaires étrangères et domestiques dans leurs départements respectifs. Leur fusion a conduit à la division de la gestion des affaires étrangères par le Foreign Office et des affaires domestiques par le Home Office.
Le bâtiment qui l'abrite, situé sur le côté sud de Downing Street dans le quartier de Whitehall à Londres, a été construit de 1861 à 1868 sur les plans de l'architecte Sir George Gilbert Scott.
Grâce au rôle joué par l'orientaliste Freya Stark et la fonctionnaire Mary McGeachy pendant la Seconde Guerre mondiale, le Foreign Office ouvre ses carrières aux femmes en 1946 mais ne supprime l'interdiction aux femmes diplomates de se marier qu'en 1972.

## Missions
Les relations internationales sont, par nécessité, gérées de manière centrale par Westminster pour l'ensemble du Royaume-Uni. Le gouvernement britannique maintient une présence outre-mer dans l'Union européenne et aux États-Unis, en plus de ses missions diplomatiques mondiales. Ils favorisent les intérêts britanniques.
Les ministres britanniques et régionaux se réunissent au sein du Comité conjoint ministériel (« Joint Ministerial Committee (en) »), présidé par le Foreign Secretary.

### Communauté des Nations
L'organisation intergouvernementale du Commonwealth est composée de 53 États membres.

### États-Unis
- Bureau de Washington aux affaires écossaises (Scottish Affairs Office) ;
- Bureau de New York aux affaires externes galloises (Welsh External Affairs Department) ;
- Bureau de Washington d'Irlande du Nord (Northern Ireland Bureau).

### Union européenne
Sièges à Bruxelles :
- Chambre de l'Écosse (Scotland House) ;
- Chambre du pays de Galles (Wales House) ;
- Bureau de l'exécutif d'Irlande du Nord (Office of the Northern Ireland Executive).

## Direction
Au 5 juillet 2024, l'équipe ministérielle du FCDO se compose de la manière suivante :
- Secrétaire d'État aux Affaires étrangères, du Commonwealth et du Développement : David Lammy
  - Ministre d'État au Développement et à l'Afrique :
  - Ministre d'État à l'Indo-Pacifique :
  - Ministre d'État au Moyen-Orient, à l'Afrique du Nord, à l'Asie du Sud et aux Nations unies :
  - Ministre d'État de l'Asie, de l'Énergie, du Climat et de l'Environnement : 
    - Sous-secrétaire d'État parlementaire :
    - Sous-secrétaire d'État parlementaire aux Amériques et aux Caraïbes :